# 함덕연대
함덕연대(咸德煙臺)는 대한민국 제주특별자치도 제주시 조천읍 함덕리에 있는 연대이다. 1996년 7월 18일 제주특별자치도의 기념물 제23-14호로 지정되었다.

## 개요
연대는 횃불과 연기를 이용하여 정치·군사적으로 급한 소식을 전하던 통신수단을 말한다. 봉수대와는 기능면에서 차이가 없으나 연대는 주로 구릉이나 해변지역에 설치되었고 봉수대는 산 정상에 설치하여 낮에는 연기로 밤에는 횃불을 피워 신호를 보냈다.
조천진에 소속되었던 함덕연대는 북제주군 조천읍 함덕리 서쪽에 있는 제주대학교 해양연구소 안에 있다. 현재 훼손이 많이 되어 아랫부분 가로 7.9m 세로 8.1m, 높이 1.6∼2.4m 정도가 남아 있다.
조천진 소속장군 6명과 봉수군 12명이 배치되어 교대로 24시간 지켰으며, 동쪽으로 서산 봉수대를 거쳐 무주연대, 서쪽으로는 왜포 연대와 신호를 주고받았다.

## 참고 문헌
- 함덕연대 - 국가유산청 국가유산포털